# Институт геологии УФИЦ РАН
Институт геологии Уфимского федерального исследовательского центра РАН — федеральное государственное бюджетное учреждение науки, ведущее научно-исследовательское учреждение Республики Башкортостан, занимающееся исследованиями в геотектоники; стратиграфии палеозоя; геологии кайнозоя; геофизики; магматизма; метаморфизма; рудных месторождений; палеовулканологии и металлогении; геохимии и изотопной геологии; гидрогеологии и геоэкологии.
Полное название института — Институт геологии — обособленное структурное подразделение Федерального государственного бюджетного научного учреждения Уфимского федерального исследовательского центра Российской академии наук, сокращенное — ИГ УФИЦ РАН.
В институте есть аспирантура по 5 специальностям, издаётся журнал «Геологический сборник».

## История
Институт геологии Уфимского научного центра РАН создан в 1951 году в Уфе как Горно-геологический институт БФАН СССР, с 1967 года — институт геологии БФАН СССР, с 1992 года — современный статус.

### Руководство
Директора института:
- 1951 — Г. В. Вахрушев
- 1954 — А. И. Олли
- 1965 — С. Г. Фаттахутдинов
- 1968 — Юсупов, Белял Магтасимович
- 1975 — Камалетдинов, Мурат Абдулхакович
- 1991 — Пучков, Виктор Николаевич
- 2017 — Ковалёв, Сергей Григорьевич

## Направления работы
Изучение условий образования месторождений полезных ископаемых, геодинамика, геоморфология и тектоника РБ, сопредельных территорий, стратиграфии Урала и Восточно-Европейской платформы.

## Структура института
Лаборатории:
- геотектоники (чл.-корр. РАН В. Н. Пучков).
- стратиграфии палеозоя (к.г.-м.н. О. В. Артюшкова).
- геологии кайнозоя (к.г.-м.н. Г. А. Данукалова).
- геофизики. (д.ф.-м.н. И. В. Голованова).
- магматизма. (дг-м.н. Д. Н. Салихов)
- метаморфизма. (дг-м.н. А. А. Алексеев)
- геохимии и изотопной геологии (к.г.-м.н. В. М. Горожанин)
- рудных месторождений. (дг-м.н. В. И. Сначев)
- палеовулканологии и металлогении. (к.г.-м.н. А. М. Косарев)
- гидрогеологии и геоэкологии. (дг-м.н. Р. Ф. Абдрахманов)

- Отдел анализа минерального сырья.

## Труды
К достижениям института относятся: обоснование возраста рельефа Урала и Приуралья, его тектоника, доказано шарьяжно-надвиговое строение Урала и Предуральского краевого прогиба, изучена палеозойская геодинамика Урала; составлена палеовулканологическая карта Южного Урала; обнаружена уральская аномалия теплового потока); изучено развитие рельефа Южного Урала и Приуралья в мезозое и кайнозое и др.